# Irene Vallejo
Irene Vallejo Moreu (Zaragoza, 1979) är en spansk filolog och författare. För sin bok El infinito en un junco (svensk översättning: Papyrus: om bokens födelse i den antika världen) har hon fått Premio Nacional de Ensayo 2020 och 2021 Aragón Award.

## Författarskap
Irene Vallejo är doktor i klassisk filologi vid universiteten i Zaragoza och Florens, Hennes arbete fokuserar på forskning och spridning av klassiska författare. Hon samarbetar med tidningarna Heraldo de Aragón och El País, där hon blandar aktuella teman med läror från den antika världen. Som resultat av det arbetet har hon publicerat två böcker med texter från sina veckokolumner, El pasado que te espera och Alguien habló de nosotros. Tillsammans med den argentinska poeten Inés Ramón har hon  i boken La mañana descalza sammanställt kolumner som publicerats i Heraldo de Aragón om kvinnor i mytologin, kombinerat med dikter av Inés.
Irene Vallejo kombinerar detta arbete med sin litterära verksamhet. År 2011 publicerade hon sin första roman, La luz sepultada, en vardagsberättelse om känslor och rädslor som utspelar sig i Zaragoza 1936, inför det nära förestående utbrottet av spanska inbördeskriget. Hennes andra roman El silbido del arquero, utgiven av förlaget Contraseña, är en berättelse om äventyr och kärlek och utspelar sig i legendariska tider samtidigt som den berättar om samtida konflikter. Hon har även skrivit barn- och ungdomslitteratur: 'El inventor de viajes, illustrerad av José Luis Cano, och La leyenda de las mareas mansas, i samarbete med målaren Lina Vila. Berättelsen El mal invisible togs med i en antologi om aragoniska historieberättare Hablarán de nosotras (2016).
År 2020 tilldelades hon Premio Nacional de Ensayo för sin bok El infinito en un junco, och var den femte kvinnan som denna utmärkelse sedan den skapades 1975. Den första kvinnan som fick priset var filosofen Celia Amorós 2006.